# 達吉斯坦州
達吉斯坦州（Дагестанская область）是俄羅斯帝國的一個州，隸屬於高加索總督區，包括今日達吉斯坦共和國南部。前身是傑爾賓特省，成立於1860年。面積29,350平方公里，1897年人口571,154人。1866年1月20日起首府為鐵木爾-汗-舒拉（以前為傑爾賓特）。